# Emőd (stacja kolejowa)
Emőd (węg: Emőd vasútállomás) – stacja kolejowa w Emőd przy Vasút utca, na Węgrzech.
Obecny budynek stacji z 1971 zaprojektował Emil Bakondi.

## Linie kolejowe
- Linia kolejowa 80 Budapest – Hatvan - Miskolc - Sátoraljaújhely

| Emőd                                                                         |  |                                 |
| Linia kolejowa 80 Budapest – Hatvan - Miskolc - Sátoraljaújhely (162,000 km) |  |                                 |
| Csincseodległość: 6,000 km                                                   |  | Nyékládháza odległość: 7,000 km |